# 周山路街道
周山路街道，是中华人民共和国河南省洛陽市涧西区下辖的一个乡镇级行政单位。

## 行政区划
周山路街道下辖以下地区：
周山社区、南峰社区和中泰花城社区。